# Funzione proposizionale
Nel calcolo proposizionale, una funzione proposizionale o  predicato è un espresso in un modo tale per cui esso assume il valore di verità vero o falso,  ad eccezione del caso in cui al suo interno compaia una variabile (x) non definita o non specificata (e dunque libera), che lascia la proposizione indeterminata. La frase può contenere molteplici variabili libere (ad esempio n variabili, nel qual caso la funzione accetta n argomenti).

## Descrizione
La funzione proposizionale A(x) (o A(x_1, x_2, ..., x_n)) è una funzione matematica astratta da predicati o da forme proposizionali. Si consideri la proposizione "x è caldo", dove l'espressione "è caldo" è il predicato e x è una variabile libera tale che la proposizione abbia un valore di verità indeterminato (né vero né falso): se alla variabile x si sostituisce un valore specifico come "lava"o "ghiaccio", essa assume rispettivamente un valore vero oppure falso.
Le funzioni proposizionali sono utili nella teoria degli insiemi. Al riguardo, nel 1903 Bertrand Russell scrisse in The Principles of Mathematics (pagina 106):
Più tardi Russell esaminò il problema se le funzioni proposizionali fossero predicative o meno, e propose due teorie nel tentativo di rispondere a questa domanda.
Una funzione proposizionale, o un predicato, in una variabile x è una formula aperta p ( x ) in cui x diventa una proposizione quando si dà a x un valore scelto all'interno del dominio di valori che x può assumere.
Secondo Clarence Lewis, "una proposizione è una qualsiasi espressione che è vera o falsa; una funzione proposizionale è un'espressione, contenente una o più variabili, che diventa una proposizione quando a ciascuna delle variabili è sostituito uno dei suoi valori scelti da un dominio del discorso degli individui». Lewis utilizzò le funzioni proposizionali per introdurre le relazioni: ad esempio, una funzione proposizionale di n variabili è una relazione di arietà n . Il caso di n = 2 corrisponde a relazioni binarie, di cui esistono relazioni omogenee (entrambe le variabili appartengono allo stesso insieme) e relazioni eterogenee.